# Viktors Bertholds
Viktors Bertholds (Letònia, 10 de juliol de 1921 - 28 de febrer de 2009) fou un dels últims parlants de livonià de la generació que va aprendre livonià com a primera llengua en una família i comunitat de parla livoniana. Encara que es va informar que era l'últim parlant nadiu de la llengua, els propis livonians van afirmar que hi havia més parlants nadius vius, encara que molt pocs.
Com es va informar al diari estonià Eesti Päevaleht, Viktors Bertholds va néixer el 1921 i probablement va pertànyer a l'última generació de nens que van començar la seva escolarització primària (en letó) com a monolingües livonians. Només uns pocs anys més tard es va observar que els pares livonians havien començat a parlar en letó amb els seus fills. Durant la Segona Guerra Mundial, Bertholds, a diferència de la majoria dels homes livonians, va aconseguir evitar ser mobilitzat en l'exèrcit de qualsevol de les forces d'ocupació amagant-se al bosc. Després de la guerra, Bertholds treballà en diverses professions i compartí el seu coneixement del livonià amb molts lingüistes de camp. En la dècada de 1990 també va ensenyar livonià en els campaments d'estiu per a nens.
El germà i l'esposa de Bertholds, tots dos de parla livoniana, van morir en la dècada de 1990. En la dècada de 2000, molts altres prominents "últims livonians" també van morir, com Poulin Klavin (1918-2001), guaridor de moltes tradicions livonianes i l'últim livonià a residir de forma permanent a la costa de Curlàndia, i Edgar Vaalgamaa (1912-2003), clergue a Finlàndia, traductor del Nou Testament i autor d'un llibre sobre la història i la cultura dels Livonians (Valkoisen hiekan kansa, Jyväskylä 2001).